# Maiale mu shu
Il maiale mu shu (a seconda del dialetto, scritto anche mù xũ rōu, mu shi, mu shu o mu xu, cinese tradizionale: 木須肉; cinese semplificato: 木须肉; pinyin: mù xū ròu) è un piatto tipico della cucina del nord della Cina, che ha avuto origine nella provincia dello Shandong e diffuso soprattutto nella cucina pechinese. Negli anni '60 del Novecento il piatto è diventato anche uno dei più popolari della cucina cinese negli Stati Uniti d'America, dove è stato portato dai immigrati cinesi.

## Descrizione

### Stile cinese
Nella sua versione cinese tradizionale, il maiale mu shu è composto da carne di maiale tagliata a striscioline o a listarelle e uova strapazzate, saltate al wok in olio di sesamo o di arachidi, con l'aggiunta di funghi orecchio di Giuda tagliati sottili e germogli di emerocallide. In alcune varianti, vi si possono aggiungere anche germogli di bambù tagliati sottili. Il piatto viene condito con zenzero, aglio, cipolletta, salsa di soia e vino di riso (di solito, della qualità conosciuta come huangjiu).

### Stile cinese americano
Negli Stati Uniti, questo piatto è comparso nelle cucine dei ristoranti cinesi di New York City e Washington, D.C. intorno al 1966. All'epoca, a causa della scarsa reperibilità di ingredienti come i germogli di emerocallide e i funghi orecchio di Giuda in America, venne introdotta una ricetta modificata che divenne presto predominante. Questa ricetta include tra gli ingredienti principali le uova strapazzate e il cavolo cappuccio, accompagnati da carote, una minima quantità di germogli di emerocallide e funghi orecchio di Giuda, cipolletta e germogli di soia. A volte vengono aggiunti anche funghi shiitake, cavolo napa, taccole, peperoni, cipolle e sedano, mentre il vino di riso huangjiu è sostituito dallo sherry secco. Tutti i vegetali, ad eccezione dei germogli di emerocallide e dei germogli di soia, vengono tagliati a strisce molto sottili prima della cottura.

### Varianti
Oltre agli ingredienti tradizionali, e a quelli aggiunti nella cucina statunitense, esistono altri tipi di varianti che riguardano stili personali di alcuni chef o ristoranti. Sia nella versione cinese, sia in quella americanizzata, possono essere aggiunti anche sale, zucchero, glutammato monosodico, amido di mais e pepe bianco macinato. Nei ristoranti meno autentici del nord America, gli ingredienti basilari (funghi orecchio di Giuda e germogli di emerocallide) sono del tutto omessi.
Sebbene la pietanza sia quasi sempre fatta con carne di maiale, lo stesso condimento di base può essere unito ad altri tipi di carne o anche a piatti di frutti di mare. Di solito, in ogni caso, non si mischiano più tipi di carne insieme. Se viene cotta carne di pollo, invece che di maiale, il piatto verrà chiamato pollo mu shu; il nome viene alterato allo stesso modo nelle ricette con gamberi o tofu. Il nome cinese, 木須肉, utilizza in realtà il carattere con il significato di "carne", senza specificare di quale tipo si tratti, tuttavia viene dato per scontato in lingua cinese che si tratti di carne di maiale, poiché è quella più comunemente utilizzata per qualsiasi tipo di pietanza.
Un tipo diverso di cucinare la carne di maiale mu shu si chiama lu, (卤) una parola che ha un significato simile a "salsa". La cottura del lu è accostabile allo stile di cucina occidentale au jus. Il lu, che sia vegetariano o a base di carne, è utilizzato spesso come base per zuppe di noodles, prendendo il nome di noodles dalu.

## Portata

### Originale
In Cina, di solito, il maiale mu shu viene accompagnato da riso bianco al vapore. Nella variante mu shu lu, servita con salsa, viene spesso accompagnata con spaghetti cinesi e tofu morbido.

### Varianti cinesi americane
In America, il maiale mu shu viene servito con l'accompagnamento di salsa hoisin (una salsa agrodolce di prugna cinese) e diverse sottilissime frittelle di farina al vapore utilizzate per avvolgervi dentro la carne, come un involtino. Queste frittelle tonde prendono il nome "pancake mu shu" (caratteri cinesi: 木须饼; pinyin: mù xū bǐng), di báo bǐng (薄饼, letteralmente "pancake sottili") o "pancake mandarini", simili a quelli utilizzati nella portata dell'anatra laccata.
La carne di maiale viene quindi avvolta nelle frittelline su cui sarà stata spalmata un po' di salsa hoisin, talvolta dal cliente stesso, sebbene in alcuni ristoranti sia compito dei camerieri. L'involtino viene poi mangiato con le mani.

## Etimologia

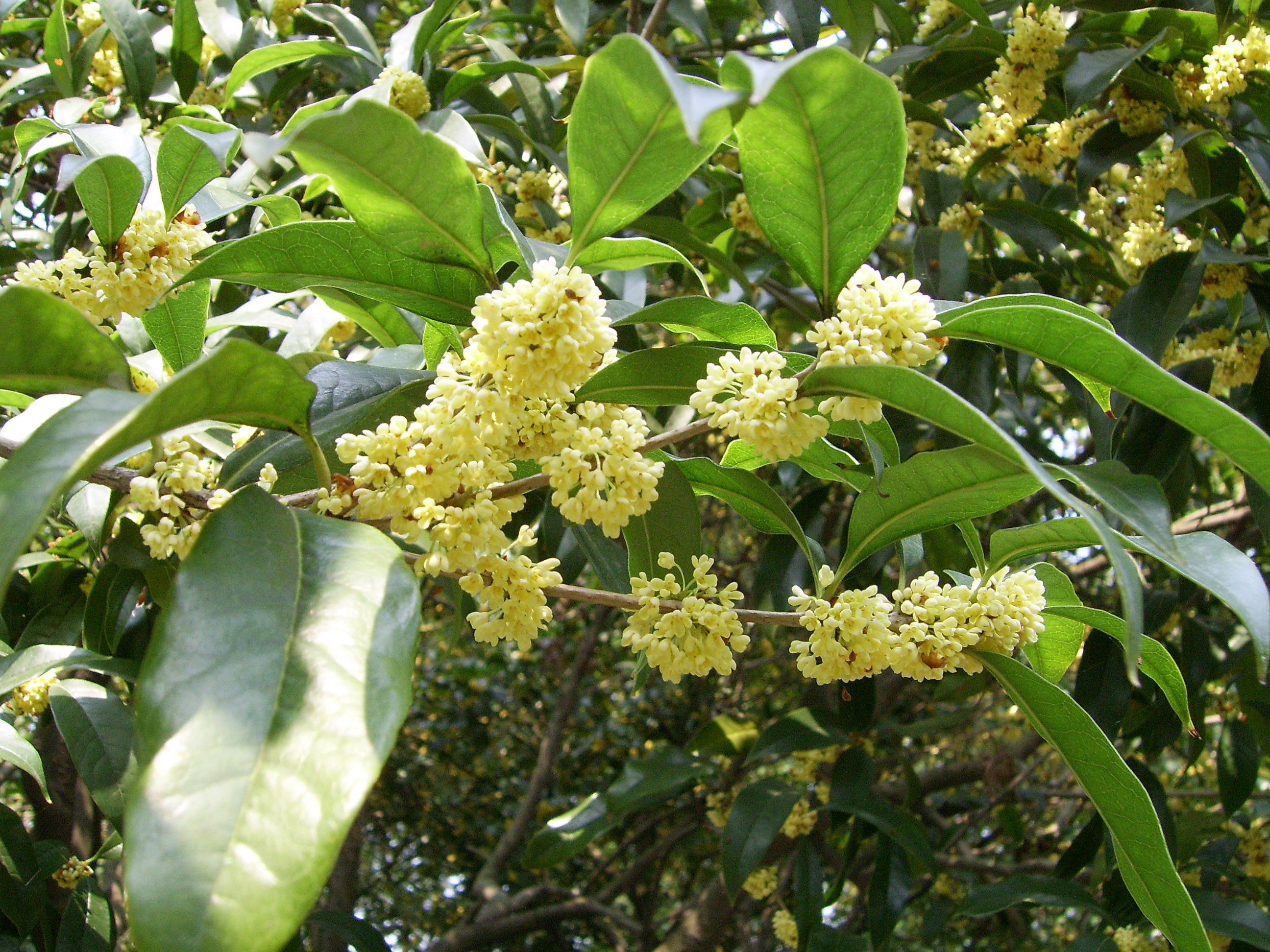
I germogli sull'albero dell'Osmanto dolce (Osmanthus fragrans).

Per chiarire il significato del nome del piatto, esistono due possibili spiegazioni principali.
Secondo la prima, il nome originale della pietanza è Muxi Rou 木犀肉 (pinyin: mù xī ròu), il cui l'ultimo carattere, 肉 (ròu), ha il significato di "carne". Le prime due sillabe, 木犀 (mù xī), indicano il piccolo albero ornamentale conosciuto come Osmanto dolce, che produce boccioli piccoli e profumati di colore giallo o bianco. Sembra che i boccioli dell'albero ricordino l'aspetto delle uova strapazzate nei piatti cinesi, cosicché 木犀 (mù xī) ha iniziato ad indicare tale ingrediente. Inoltre, durante le celebrazioni annuali per l'anniversario della morte di Confucio, in Cina è proibito utilizzare la parola cinese per "uovo" (蛋; pinyin: dàn), poiché viene usata in un certo numero di insulti. Per questo motivo, la parola dàn viene tradizionalmente sostituita con un eufemismo, e "mù xī" è uno di questi. Il primo carattere, 木 (mù), d'altra parte è anche l'abbreviazione di 木耳 (mù'ěr, che significa "fungo orecchio d'albero").
La seconda variante del nome del piatto, 木须肉 (pinyin: mù xū ròu), è più popolare nella cucina cinese-americana. Il secondo carattere, 须 (xū), ha il significato di "barba (del granturco)", tuttavia vi è aggiunto un componente determinativo aggiuntivo per distinguerlo dagli altri significati dello stesso carattere, per cui viene scritto 鬚. Probabilmente, il modo di scrivere 木須肉 (letteralmente: "maiale barba di legno") in America è semplicemente il risultato di un errore tipografico, in cui è stato scritto un carattere della stessa pronuncia, e poi è diventato comune in questo modo.
Esistono due spiegazioni ulteriori per il significato del nome della pietanza, tuttavia sono probabilmente degli esempi di un errore linguistico conosciuto come paraetimologia. Per citarli, comunque, esiste un distretto di Pechino che ha lo stesso nome del piatto, Muxi Di (木樨地), che ospita anche una stazione della metropolitana (木樨地站). Il piatto, a volte, è anche chiamato 苜蓿肉 (mùsù ròu), cioè "carne con erba medica".